# Jean-Jacques Mounier
Jean-Jacques Mounier (Lisboa, 12 de junio de 1949) es un deportista francés que compitió en judo.
Participó en los Juegos Olímpicos de Múnich 1972, obteniendo una medalla de bronce en la categoría de –63 kg. Ganó cuatro medallas en el Campeonato Europeo de Judo entre los años 1969 y 1972.

## Palmarés internacional
| Juegos Olímpicos   | Juegos Olímpicos        | Juegos Olímpicos  | Juegos Olímpicos |
| Año                | Lugar                   | Medalla           | Categoría        |
| ------------------ | ----------------------- | ----------------- | ---------------- |
| 1972               | Múnich (RFA)            | Medalla de bronce | –63 kg           |
| Campeonato Europeo |                         |                   |                  |
| Año                | Lugar                   | Medalla           | Categoría        |
| 1969               | Ostende (Bélgica)       | Medalla de bronce | –63 kg           |
| 1970               | Berlín Oriental (RDA)   | Medalla de oro    | –63 kg           |
| 1971               | Gotemburgo (Suecia)     | Medalla de oro    | –63 kg           |
| 1972               | Voorburg (Países Bajos) | Medalla de oro    | –63 kg           |